# NGC 5231
NGC 5231 é uma galáxia espiral barrada (SBa) localizada na direcção da constelação de Virgo. Possui uma declinação de +02° 59' 56" e uma ascensão recta de 13 horas, 35 minutos e 48,3 segundos.
A galáxia NGC 5231 foi descoberta em 30 de Abril de 1864 por Albert Marth.